# Labéjan
Labéjan (okzitanisch Labejan) ist eine französische Gemeinde mit 291 Einwohnern (Stand: 1. Januar 2022) im Département Gers in der Region Okzitanien (vor 2016 Midi-Pyrénées). Sie gehört zum Arrondissement Mirande und zum Kanton Mirande-Astarac. Die Einwohner werden  Labéjannais genannt.

## Lage
Labéjan liegt etwa 17 Kilometer südwestlich von Auch. Im Osten begrenzt der Sousson das Gemeindegebiet. Nachbargemeinden von Labéjan sind Saint-Jean-le-Comtal im Norden, Durban im Osten, Seissan im Südosten, Loubersan im Süden, Idrac-Respaillès im Südwesten sowie Miramont-d’Astarac im Nordwesten.

## Bevölkerungsentwicklung
| Jahr                       | 1962 | 1968 | 1975 | 1982 | 1990 | 1999 | 2006 | 2011 | 2020 |
| Einwohner                  | 290  | 273  | 224  | 229  | 255  | 259  | 302  | 334  | 294  |
| Quellen: Cassini und INSEE |      |      |      |      |      |      |      |      |      |

## Sehenswürdigkeiten
- Kirche Saint-Abdon-Saint-Sennen aus dem 16. Jahrhundert, Monument historique seit 1962
- Kapelle Notre-Dame-de-Pitié aus dem 13. Jahrhundert
- Schloss Bonnes aus dem 16. Jahrhundert

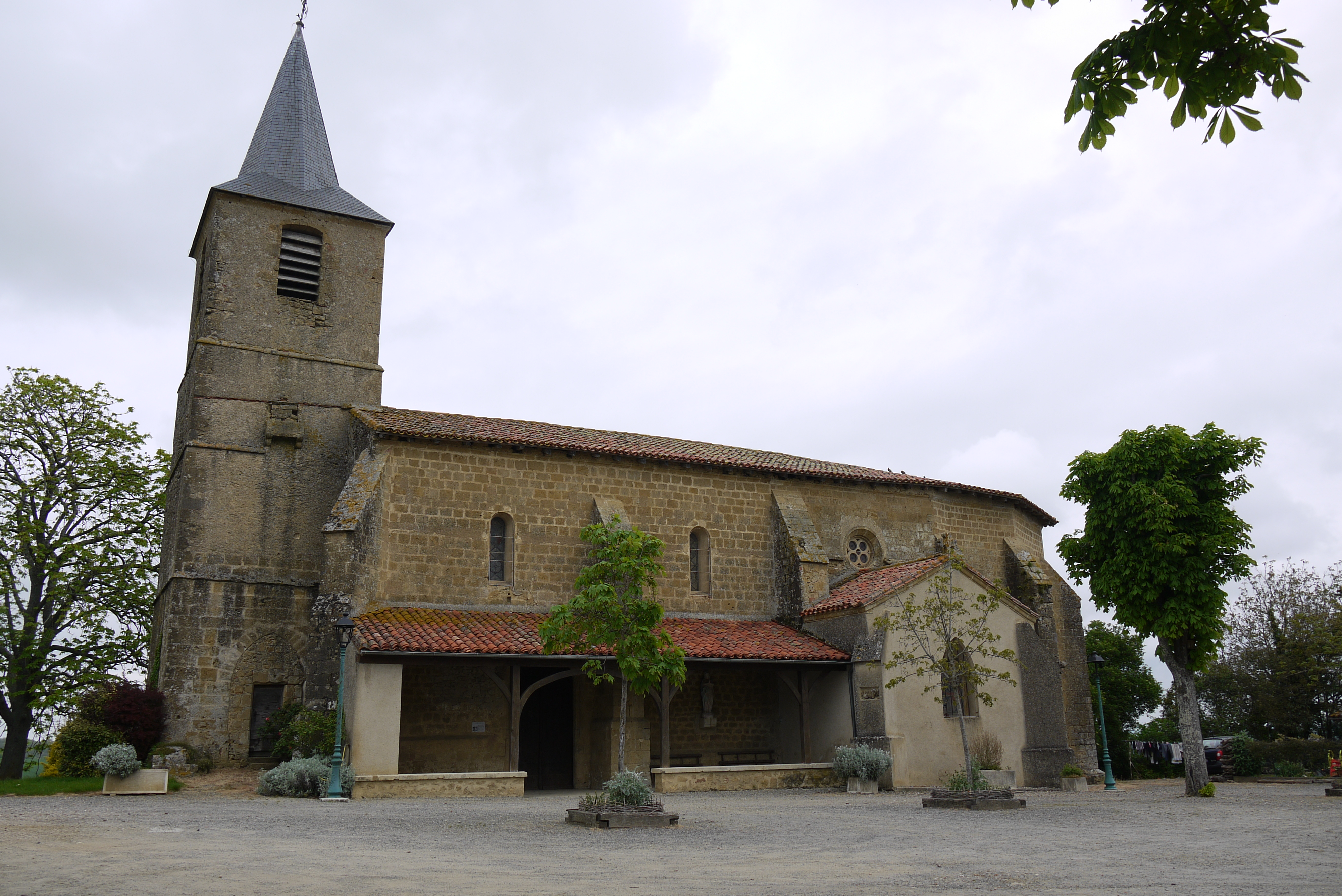
Kirche Saint-Abdon-Saint-Sennen